# Baltasar Gracián

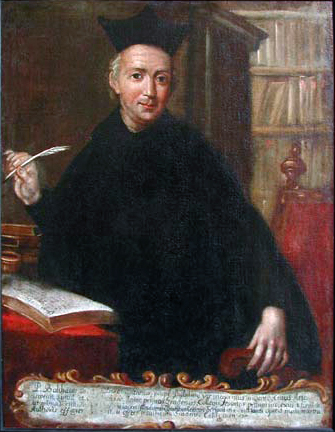
Baltasar Gracián.

Baltasar Gracián y Morales S.J. (* 8. Januar 1601 in Belmonte bei Calatayud; † 6. Dezember 1658 in Tarazona, Aragonien) war ein spanischer Schriftsteller, Hochschullehrer und Jesuit.
Gracián ist einer der bedeutendsten philosophischen Schriftsteller der klassischen spanischen Literatur. Er verfasste mehrere höfisch-politische Traktate im barocken Stil. Wegen seiner aufklärerischen Weltsicht erhielt der Moraltheologe Gracián Publikationsverbot.

## Leben
Gracián wurde 1619 in den Jesuitenorden aufgenommen. Seine erste religiöse Schrift verfasste er allerdings erst 1655, drei Jahre vor seinem Tod. Als Prediger und Professor für Theologie wirkte er u. a. am Hof in Madrid und am Ordenskollegium in Huesca. Dort befreundete er sich mit Vincencio Juan de Lastanosa und lernte über ihn zeitgenössische Schriftsteller und Künstler kennen. De Lastanosa förderte die Publikationen seines Freundes, die zumeist unter Pseudonym erschienen. Unter seinem (!) Namen erschien z. B. 1647 das wohl berühmteste Werk Graciáns: Oráculo manual y arte de prudencia (Handorakel und Kunst der Weltklugheit), das in der Art eines Ratgebers Aphorismen zur Kunst der klugen Lebensführung versammelt.

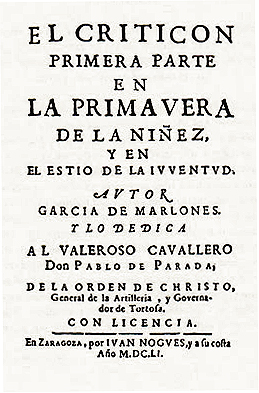
Das Kritikon

Nach der Veröffentlichung des kritisch-desillusionierenden allegorischen Romans El Criticón (1651–1657, Das Kritikon) geriet Gracián mit seinem Orden in Konflikt: Er erhielt Publikationsverbot, verlor sein Lehramt in Saragossa und wurde eine Zeitlang unter Hausarrest gestellt. Er wurde Anfang 1658 für mehrere Monate unter Schreibverbot in die Pyrenäen nach Graus (Provinz Huesca) verbannt, bevor er nach Tarazona übersiedeln durfte. Gesundheitlich ruiniert starb Baltasar Gracián y Morales S.J. am 6. Dezember 1658 im Jesuitenkolleg von Tarazona.

## Schriften

### El Criticón
In seinem Werk Das Kritikon oder „Was es zu beurteilen gilt“ thematisiert Gracián den Konflikt zwischen dem Individuum, das nach Selbsterhaltung strebt, und dem gesellschaftlichen Niedergang Spaniens. Dabei wird in seinem Denken die Weltklugheit durch Skeptizismus, wenn nicht sogar durch Weltverneinung bestimmt.

### Oráculo manual y arte de prudencia
Das Handorakel und Kunst der Weltklugheit (= ‚Vorsichtige Klugheit‘) besteht aus dreihundert parataktisch verkürzten Sinnsprüchen, die nicht nur im 17. Jahrhundert eine intellektuelle Herausforderung waren.

## Rezeption in Deutschland
Graciáns Handorakel wurde bereits 1686 erstmals ins Deutsche übersetzt, wobei allerdings nicht das spanischsprachige Original, sondern eine französischsprachige Ausgabe als Vorlage diente. Wenig später kam eine durch August Friedrich Müller besorgte Übersetzung aus dem Spanischen mit ausführlichen Kommentaren heraus. Diese frühaufklärerische Rezeption wurde maßgeblich durch Christian Thomasius angeregt. In den Jahren 1828 bis 1832 hat Arthur Schopenhauer das Handorakel erneut ins Deutsche übertragen; diese Übertragung ist in vielen verschiedenen Ausgaben verfügbar. Dort findet sich auch das berühmte Zitat: „Denken wie die Wenigsten und reden wie die Meisten.“ Eine Neuübersetzung wurde 2020 durch den Romanisten Hans Ulrich Gumbrecht vorgelegt.
Hat sich die deutschsprachige Gracián-Rezeption lange auf das Handorakel beschränkt, so änderte sich dies gegen Ende des 20. Jahrhunderts mit diversen Neuausgaben. Der an Hieronymus Boschs Bilder oder Dante Alighieris allegorische Göttliche Komödie erinnernde, aber ungleich weltgewandter und kritischer daherkommende „Roman“ einer „Reise in die Herrschaftsbereiche der Dummheiten und Tugenden“ Das Kritikon ist erst zu Beginn des 21. Jahrhunderts in einer vollständigen deutschen Übersetzung durch den Romanisten Hartmut Köhler auch für Nichtromanisten zugänglich geworden.

## Baltasar-Gracián-Kulturpreis
1985 und 2001 wurde ein nach Gracián benannter Kulturpreis vom Institut für Konservative Bildung und Forschung (IKBF) und  der Förderstiftung Konservative Bildung und Forschung (FKBF) verliehen.

## Werke
- El Héroe, 1639, dt.: Der Held. Übers. von Elena Carvajal, Hannes Böhringer. Merve, Berlin 1996, ISBN 3-88396-132-9.
- El político Don Fernando el Católico, 1640, über Ferdinand, den Katholischen [dt. Übers. 1675 von Daniel Casper von Lohenstein].
- Arte de Ingenio. Tratado de la Agudeza, 1642, erweiterte Fassung unter dem Titel: Agudeza y arte de ingenio, 1648, dt.: Scharfsinn und Kunst der poetischen Kreativität.
- El Discreto, 1646, dt.: Der kluge Weltmann (El Discreto). Aus dem spanischen Original von 1646 ins Deutsche übertragen und mit einem Anhang versehen von Sebastian Neumeister. Dtv, München 2004, ISBN 3-423-13254-X.
- Oráculo manual y arte de prudencia, 1647, dt.: Handorakel und Kunst der Weltklugheit – dt. Ausg.: Balthasar Gracián, Handorakel... Reclam, Stuttgart 1986, ISBN 3-15-002771-3; Neuübersetzung: Baltasar Gracián, Handorakel..., hg. und übers. von Hans Ulrich Gumbrecht, Reclam, Ditzingen 2020, ISBN 978-3-15-010927-4.
- El Criticón, 1651–1657, dt.: Das Kritikon. Übersetzt von Hartmut Köhler. Ammann, Zürich 2001; Fischer Taschenbuch, Frankfurt am Main 2004, ISBN 3-596-15902-4.

## Literatur

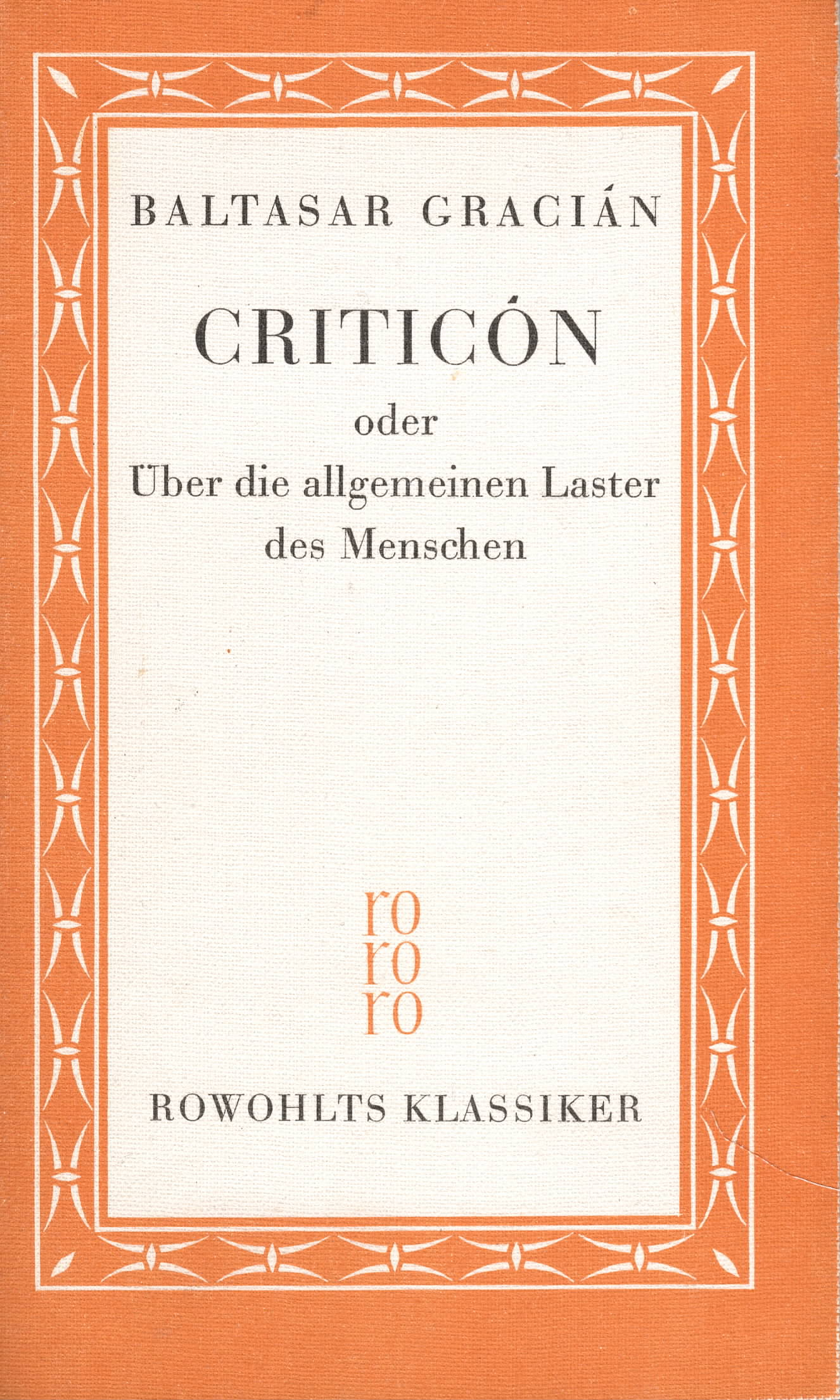
Baltasar Gracián: Criticón, erstmals ins Deutsche übertragen von Hanns Studniczka, erschien 1957 als Band 2 der Buchreihe Rowohlts Klassiker der Literatur und der Wissenschaft